# سعید حدادیان
علی اصغر حدادیان نائینی (زادهٔ ۱۷ اردیبهشت ۱۳۴۴) مشهور به سعید حدادیان، مداح و نوحه‌خوان ایرانی است که در مهدیه بزرگ امام حسن تهران که وابسته به هیئت رزمندگان استان تهران است هیئت برگزار می‌کند. حدادیان از جمله مداحانی است که در بیت رهبری در حضور سیدعلی خامنه‌ای مداحی می‌کنند.
حدادیان از شاگردان منصور ارضی است. او به همراه ۱۰۰ مداح دیگر در ابتدا از کاندیداتوری محمود احمدی‌نژاد در انتخابات سال ۱۳۸۴ حمایت کرد و تا پایان دولت اول او حامی احمدی‌نژاد باقی ماند.
حدادیان از سال ۱۳۷۶ در استخدام دانشگاه تهران است، به‌طوریکه تا سال ۱۳۷۹ مسئول قرآن دانشگاه و سپس مسئول دفتر ادبیات نمایندگی ولی فقیه این دانشگاه بوده است. در شهریور ۱۴۰۲ اعلام این که حدادیان در رشته کارشناسی ارشد دانشکده ادبیات این دانشگاه تدریس می‌کند خبرساز شد. رئیس این دانشکده در واکنش به این خبر اعلام کرد حدادیان دارای مدرک دکترا است، و شش سال است در مقاطع کارشناسی و کارشناسی ارشد این دانشکده مشغول به تدریس در زمینه «ادبیات پایداری» بوده است.

## حواشی
در سال ۱۳۹۰، احمدی‌نژاد رئیس‌جمهور وقت و رئیس دفترش اسفندیار رحیم مشایی، به دلیل اینکه حدادیان در یک سخنرانی علیه‌شان صحبت کرده بود، از او به اتهام «توهین و افترا و تحریک به قتل رئیس دفتر رئیس‌جمهور» شکایت کردند. حدادیان به قصد سرزنش احمدی‌نژاد مشایی را «یهودی صفت» خوانده و او را به «عورت رئیس‌جمهور» تشبیه کرده بود، به اتهام توهین به او ۵۰۰ هزار تومان جریمه شد. در سال ۱۳۹۲ که تیراندازی محمود کریمی از مداحان خبرساز شد، حدادیان سلاح او را به عصای موسی تشبیه کرد.